# Friedrich IV. Truchsess von Emmerberg
Friedrich IV. Truchsess von Emmerberg (* ?; † 3. März 1452) war von 1441 bis zu seinem Tod 1452 als Friedrich IV. Erzbischof von Salzburg tätig.

## Leben und Wirken

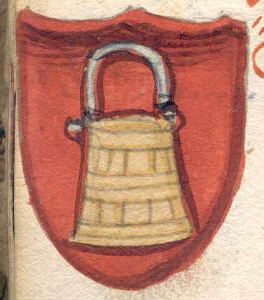
Wappen der Emmerberger

Friedrich entstammte der Familie derer von Emmerberg (Adelsgeschlecht). Diese waren als Herren von Emmerberg (westlich von Wiener Neustadt) seit vielen Generationen mit dem Amt des Truchsessen (Küchenmeister) des Herzogtums Steiermark betraut. Seit 1427 war Friedrich IV. Oblaiar des Domkapitels, seit 1437 Domdekan. Seit 1430 wird er als Ältester des Domkapitels (Senior) urkundlich erwähnt, was auf ein hohes Alter des Erzbischofs schließen lässt.
Die Regierungszeit Friedrichs IV. war beherrscht vom letzten päpstlichen Schisma. Friedrich bezog dabei vorsichtig Stellung gegen Papst Eugen IV. An der Reichspolitik hat sich der Salzburger Erzbischof nicht beteiligt.
Die Reform der gesamten katholischen Kirche war zwar mit dem Wiener Konkordat gescheitert. Friedrich IV. war aber mit der Ordensreform seiner Kirchenprovinz erfolgreich, wobei unter dem Kardinal Nikolaus von Kues am 8. Februar 1451 eine Provinzialsynode stattfand. Nikolaus von Kues setzte zur Beseitigung von Missständen alle Visitatoren ein, die in der Folge alle Klöster der Kirchenprovinz besuchten. Damit wurde die erfolgreiche Melker Reform auch in der Kirchenprovinz Salzburg inhaltlich weitergeführt.